# Nederlandse kampioenschappen schaatsen afstanden 2020 - 500 meter vrouwen
De 500 meter vrouwen op de Nederlandse kampioenschappen schaatsen afstanden 2020 werd op zaterdag 28 december 2019 in ijsstadion Thialf te Heerenveen verreden, waarbij 20 deelneemsters startten.
Titelverdedigster was Janine Smit die de titel pakte tijdens de NK afstanden 2018. 

## Uitslag
| #      | Schaatsster        | Tijd    |
| ------ | ------------------ | ------- |
| Goud   | Jutta Leerdam      | 0.37,75 |
| Zilver | Letitia de Jong    | 0.37,83 |
| Brons  | Femke Kok          | 0.38,14 |
| 4      | Femke Beuling      | 0.38,23 |
| 5      | Sanneke de Neeling | 0.38,36 |
| 6      | Jorien ter Mors    | 0.38,46 |
| 7      | Michelle de Jong   | 0.38,63 |
| 8      | Anice Das          | 0.38,64 |
| 9      | Helga Drost        | 0.38,64 |
| 10     | Janine Smit        | 0.38,66 |
| 11     | Dione Voskamp      | 0.38,67 |
| 12     | Isabelle van Elst  | 0.38,98 |
| 13     | Marrit Fledderus   | 0.39,17 |
| 14     | Naomi Verkerk      | 0.39,20 |
| 15     | Moniek Klijnstra   | 0.39,34 |
| 16     | Manouk van Tol     | 0.39,37 |
| 17     | Bo van der Werff   | 0.39,50 |
| 18     | Maud Lugters       | 0.39,57 |
| 19     | Isabel Grevelt     | 0.39,94 |
| 20     | Danouk Bannink     | 0.40,12 |

Uitslag op
1987 · 
1988 · 
1989 · 
1990 · 
1991 · 
1992 · 
1993 · 
1994 · 
1995 · 
1996 · 
1997 · 
1998 · 
1999 · 
2000 · 
2001 · 
2002 · 
2003 · 
2004 · 
2005 · 
2006 · 
2007 · 
2008 · 
2009 · 
2010 · 
2011 · 
2012 · 
2013 · 
2014 · 
2015 · 
2016 · 
2017 · 
2018 · 
2019 · 
2020 · 
2021 · 
2022 · 
2023 · 
2024 · 
2025